# Volksbank Osterholz Bremervörde
Die Volksbank eG Osterholz Bremervörde (früher Volksbank Osterholz-Scharmbeck) ist eine deutsche Genossenschaftsbank mit Sitz in Osterholz-Scharmbeck. Mit einer Bilanzsumme von 1,76 Milliarden Euro zählt sie zu den großen Genossenschaftsbanken in Niedersachsen. Das Geschäftsgebiet der Bank liegt im Elbe-Weser-Dreieck und umfasst den Landkreis Osterholz und den Altkreis Bremervörde. 

## Geschichte
Am 18. Mai 1906 wurde die „Spar- und Leihkasse eGmbH“ gegründet. Es fanden sich 45 Männer aus Handel, Gewerbe und Landwirtschaft zusammen, um vorrangig den Spargedanken zu fördern und die Ausübung von gewerblich orientierten Bankgeschäften aller Art zu dienen. Durch die Fusion der „Spar- und Leihkasse eGmbH“ mit der „Genossenschaftskasse“ im Jahre 1934 gibt es nur noch ein genossenschaftliches Kreditinstitut in Osterholz-Scharmbeck. Bis 1999 folgten mehrere Fusionen mit Genossenschaftsbanken im Landkreis Osterholz. Die heutige Volksbank eG Osterholz Bremervörde entstand im Jahr 2002 durch eine kreisübergreifende Fusion der „Volksbank Osterholz-Scharmbeck eG“ mit der „Volksbank Bremervörde eG“ und der „Volksbank Gnarrenburg eG“. 

## Mitgliedschaft
Die Volksbank eG hat über 29.000 Mitglieder. Die Förderung und Betreuung der Mitglieder stellt laut Satzung § 2 den Zweck der Genossenschaft dar. Die besondere Stellung der Mitglieder wird durch zahlreiche Vorteile im Rahmen des Mitgliederprogramms „Mitglied exklusiv“ unterstrichen. Über die jährliche Vertreterversammlung, vier Regionalbeiräte und alle zwei Jahre stattfindende Mitglieder-Ortsversammlungen bekommen die Mitglieder Einblick in die Geschäftspolitik und können die Rechte als Mitglied wahrnehmen.  

## Verbundpartner
Die Volksbank eG Osterholz Bremervörde gehört zur genossenschaftlichen Finanzgruppe. Sie arbeitet in diesem Verbund mit folgenden Unternehmen zusammen:
- Bausparkasse Schwäbisch Hall
- DZ Hyp
- TeamBank
- DZ Bank
- R+V Versicherung AG
- Union Investment
- VR Smart Finanz
- Münchener Hypothekenbank
- VBI Volksbanken Immobilien GmbH

Als Rechenzentrum und IT-Partner fungiert die Atruvia.